# Osaka International 2019
Die Osaka International 2019 im Badminton fanden vom 3. bis zum 7. April 2019 in der Präfektur Osaka statt. Austragungsort war das Moriguchi City Gymnasium in der Stadt Moriguchi.

## Medaillengewinner
| Disziplin    | Gold                         | Silber                     | Bronze                         |
| ------------ | ---------------------------- | -------------------------- | ------------------------------ |
| Herreneinzel | Koki Watanabe                | Takuma Obayashi            | Ren Pengbo                     |
| Herreneinzel | Koki Watanabe                | Takuma Obayashi            | Hashiru Shimono                |
| Dameneinzel  | Saena Kawakami               | Lee Se-yeon                | Minatsu Mitani                 |
| Dameneinzel  | Saena Kawakami               | Lee Se-yeon                | Shiori Saito                   |
| Herrendoppel | Ko Sung-hyun Shin Baek-cheol | Kang Min-hyuk Kim Jae-hwan | Kim Dong-joo Na Sung-seung     |
| Herrendoppel | Ko Sung-hyun Shin Baek-cheol | Kang Min-hyuk Kim Jae-hwan | Kim Won-ho Park Kyung-hoon     |
| Damendoppel  | Sayaka Hobara Natsuki Sone   | Rira Kawashima Saori Ozaki | Miki Kashihara Miyuki Kato     |
| Damendoppel  | Sayaka Hobara Natsuki Sone   | Rira Kawashima Saori Ozaki | Cao Tongwei Yu Xiaohan         |
| Mixed        | Kim Won-ho Jeong Na-eun      | Guo Xinwa Zhang Shuxian    | Adnan Maulana Mychelle Bandaso |
| Mixed        | Kim Won-ho Jeong Na-eun      | Guo Xinwa Zhang Shuxian    | Tadayuki Urai Rena Miyaura     |